# Bouches-du-Rhône
Bouches-du-Rhône là một tỉnh của Pháp, thuộc vùng hành chính Provence-Alpes-Côte d'Azur, tỉnh lỵ Marseille, bao gồm 4 quận với các quận lỵ còn lại là: Aix-en-Provence, Arles, Istres.